# Transshelf
Die Transshelf ist ein Halbtaucherschiff der niederländischen Schwergutreederei Dockwise Shipping.

## Einzelheiten
Die Transshelf wurde 1987 im Auftrag der Sowjetunion auf der Wärtsilä-Werft in Turku gebaut. Klassifiziert wurde die Transshelf durch das Register der UdSSR mit der Klassenbezeichnung KM ✠ J13 2 A2 LRS ✠ 100 A1, Ice Class Id + Non-perishable cargoes, LMC-CCS. Bis zum Jahr 2004 wurde das Schiff staatlich bereedert – unter anderem vom Gasministerium. Seit 2002 liegt die Klassifikation des Schiffes beim Lloyd’s Register of Shipping.
Am 1. Juni 2004 brachte Rosnefteflot die Transshelf kurzzeitig unter die zypriotische Flagge und am 16. Juni erwarb die Reederei Dockwise das Schiff und setzt es seitdem unter der Flagge der Niederländischen Antillen mit dem Heimathafen Willemstad ein. Es war im April 2009 das erste Schiff seiner Art, das zwei U-Boote gleichzeitig transportierte.
Die IMO-Nummer ist 8512279, das derzeitige Rufzeichen lautet PJRR.